# Kreuzbergkapelle (Merzig)
Die Kreuzbergkapelle steht auf dem Merziger Kreuzberg. Die Kapelle wurde 1858 erbaut. Die wundersame Heilung des „krummen Nikla“ – einem gichtgeplagten Merziger Arbeiter namens Nikolaus – am 19. März 1843 (dem Josefstag) war Anlass für eine Wallfahrt, die sehr bald größere Ausmaße annahm.
Aus Anlass der Josefswallfahrt wurde zunächst ein steinernes Kreuz auf dem Kreuzberg errichtet, das noch heute auf der Rückseite der Kapelle steht. Um den Pilgern ein festes Gebäude zur Andacht anbieten zu können, setzte sich der Dechant Michels sehr für den Bau einer Kapelle ein. Finanziert wurde der Bau der Kreuzbergkapelle dann schließlich von der anlässlich des Todes der Elisabeth Bock errichteten Stiftung.
Im Zweiten Weltkrieg wurden der Kapelle enorme Schäden zugefügt, sodass sie ab 1948 durch Merziger Bürger komplett neu errichtet wurde und sich zum weithin sichtbaren Wahrzeichen der Stadt entwickelte.
Heute ist der Platz rund um die Kreuzbergkapelle ein beliebter Ausflugsort. Zum Verweilen lädt die besondere Aussicht über Merzig und das ganze Saartal ein.
Rund um die Kapelle wurde im Jahre 2005 vom Verein „Wein- und Kulturfreunde Kreuzberg Merzig e. V.“ ein alter Weinberg reaktiviert und mit 1000 Auxerrois-Reben neu bepflanzt, der heute der einzige Weinberg im saarländischen Teil der Saar ist.

## Bildergalerie

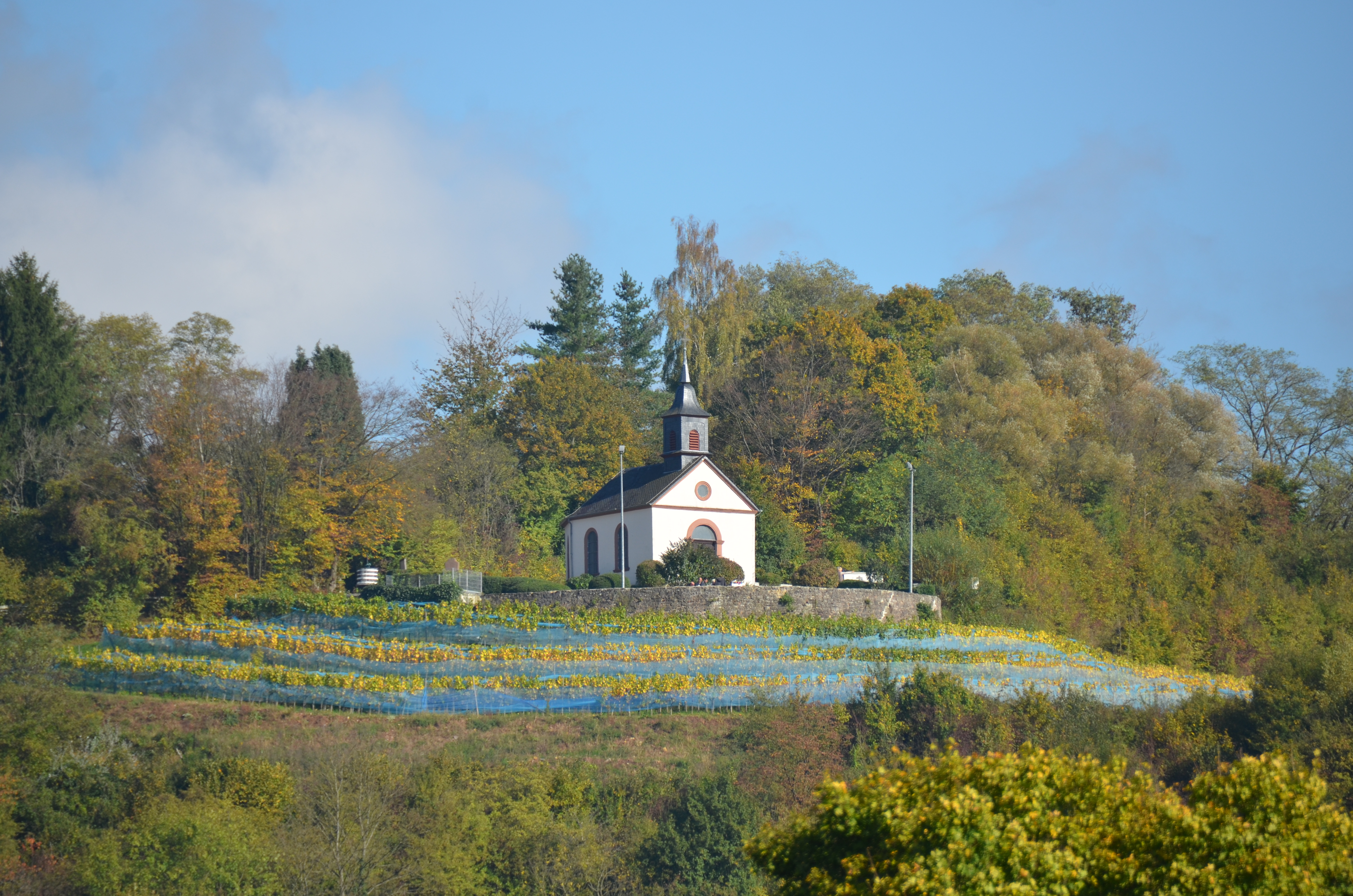
Kreuzbergkapelle mit umgebenden Weinbergen
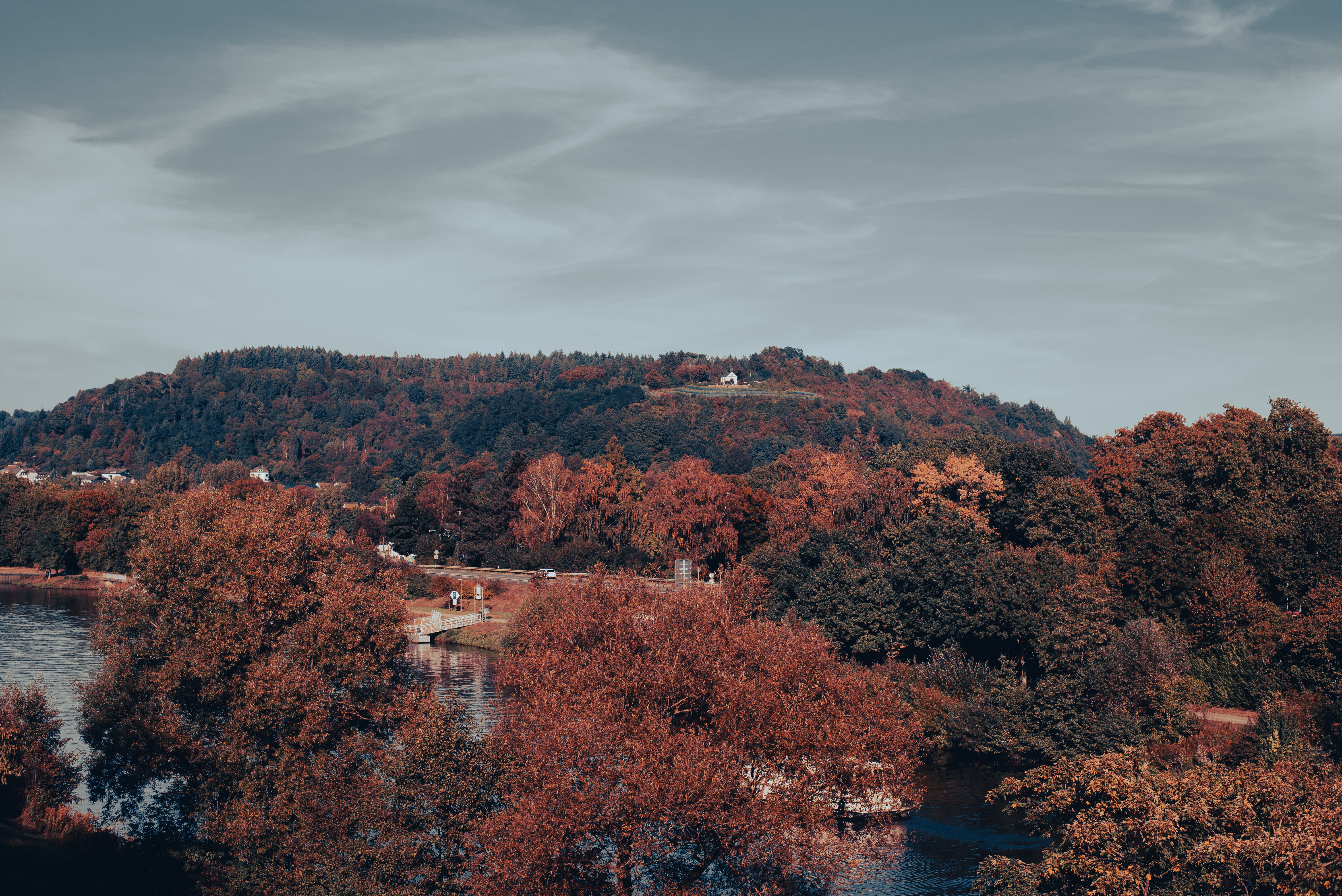
Von der Saar aus gesehen
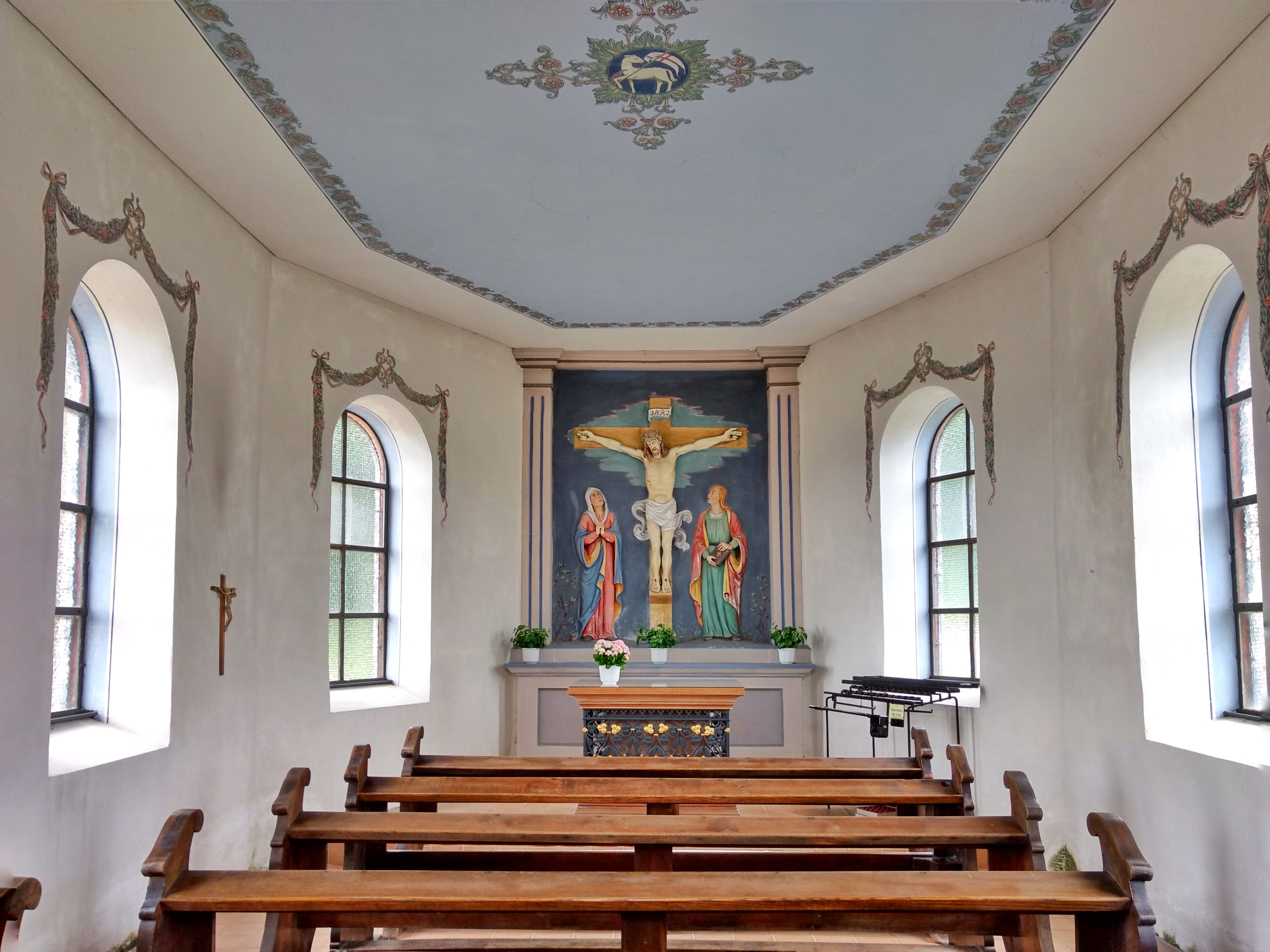
Innenansicht
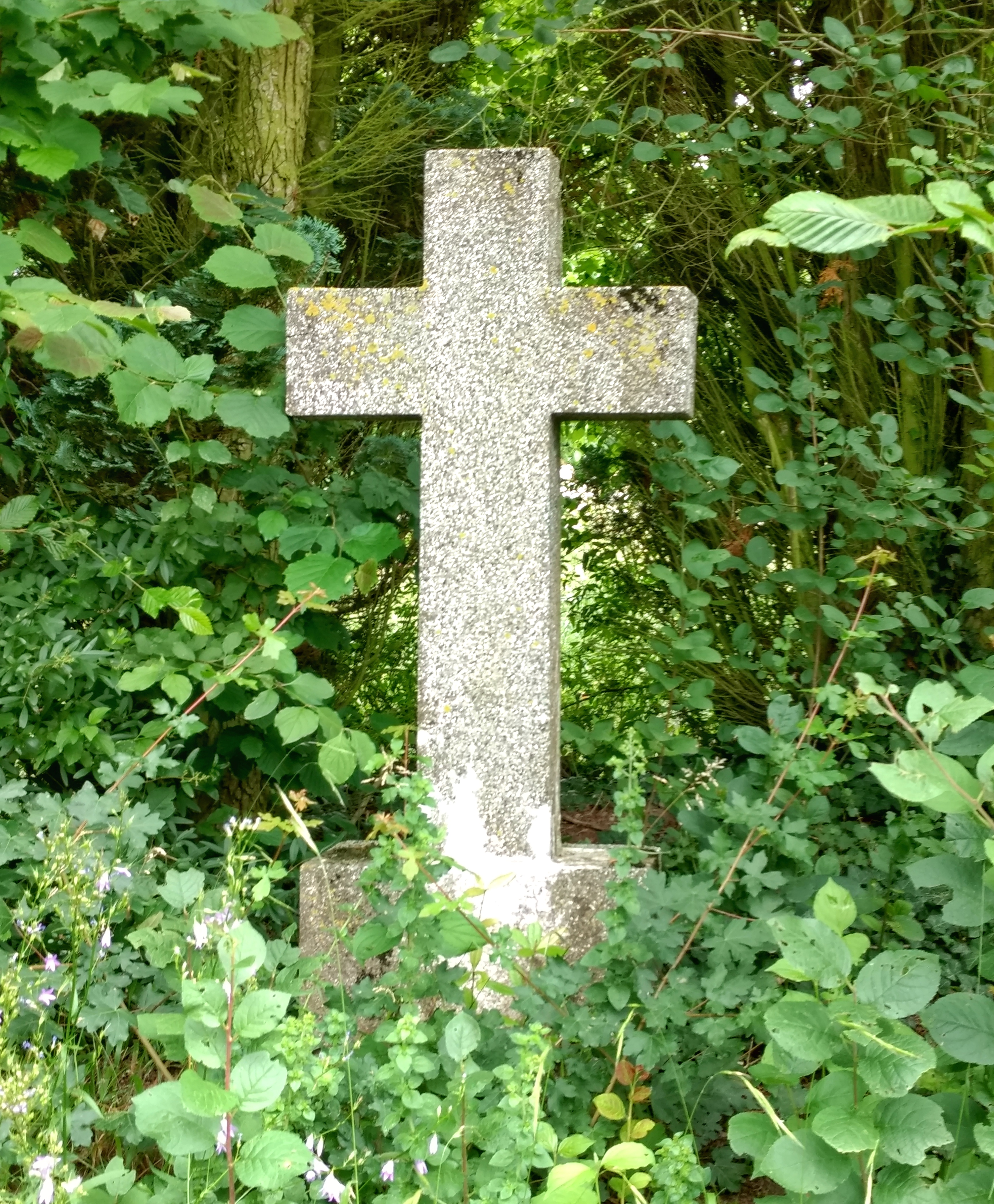
Das Kreuz aus der Zeit vor dem Bau